# منتخب إنجلترا تحت 18 سنة لكرة القدم
منتخب إنجلترا لكرة القدم تحت 18 سنة هو المنتخب الذي يمثل إنجلترا لفئة أقل من 18 سنة.
يدرب المنتخب برايان إيستك.